# 龍王寺
龍王寺（りゅうおうじ）は、滋賀県蒲生郡竜王町川守にある天台宗の寺院。山号は雪野山。本尊は薬師瑠璃光如来（薬師如来）。

## 歴史
寺伝によれば、和銅3年（710年）元明天皇の勅願で行基により雪野寺（ゆきのでら）として創建されたという。通称を「野寺」という。雪野寺跡からは奈良時代の塑像断片が出土しており、古代からこの地に寺院が存在したことが窺われる。
寺には奈良時代作の｢野寺の鐘｣と呼ばれる梵鐘（重要文化財）が伝わる。この梵鐘には美女と大蛇の伝説が残されている。火災時に鐘堂から水を噴いたり、旱魃時に雨乞いをすると慈雨に恵まれるなど、霊験あらたかな梵鐘として遠近に名高くなったことから、寛弘4年（1007年）一条天皇が龍寿鐘殿（りゅうじゅしょうでん）の勅額を下賜し「雪野寺」から寺号を「龍王寺」に改めたという。

毎年旧暦8月15日中秋の日に、喘息病をへちまに封じ込める「へちま加持祈祷」が行われる。このことから、「ぜんそく寺」「へちま寺」とも呼ばれている。

## 文化財

### 重要文化財
- 木造十二神将立像 鎌倉時代後期
- 梵鐘 奈良時代

### その他
- 雪野寺跡（境内）：滋賀県指定史跡
- 木造薬師如来坐像（町指定文化財）本尊、平安時代後期作
- 木造聖観音立像（町指定文化財）平安時代後期作
- 木造地蔵菩薩立像（町指定文化財）平安時代後期作